# Färjestadstorpet, Bromma
Färjestadstorpet eller Färjkarlstorpet, senare Färjestaden (eller Färiekarlstorp, Färgstaden, Färgkarlstorp), var ett torp som låg på den västra delen av Ängbybadet vid Mälaren i stadsdelen Nockebyhov i sydvästra Bromma i västra Stockholm, söder om Judarskogen. Torpet hette först Färjkarlstorpet, men senare hette det Färjestaden. Torpet hörde till Åkeshov och var beläget vid nuvarande Ängbybadet. Torpet finns i 1653 års mantalslängd och på 1689 års lantmäterikarta. Färjestadstorpets färjeläge vid Ängbybadets nuvarande servering låg här före 1670 innan det flyttades några hundra meter västerut till Tyska botten.
Torpet låg intill färjeläget där överskeppning till Lovön skedde fram till år 1689, då det kungliga hovet började använda den nyanlagda "kungsvägen" genom Bromma, från Bällsta bro till Drottningholms färjestad invid torpet Tyska Botten.

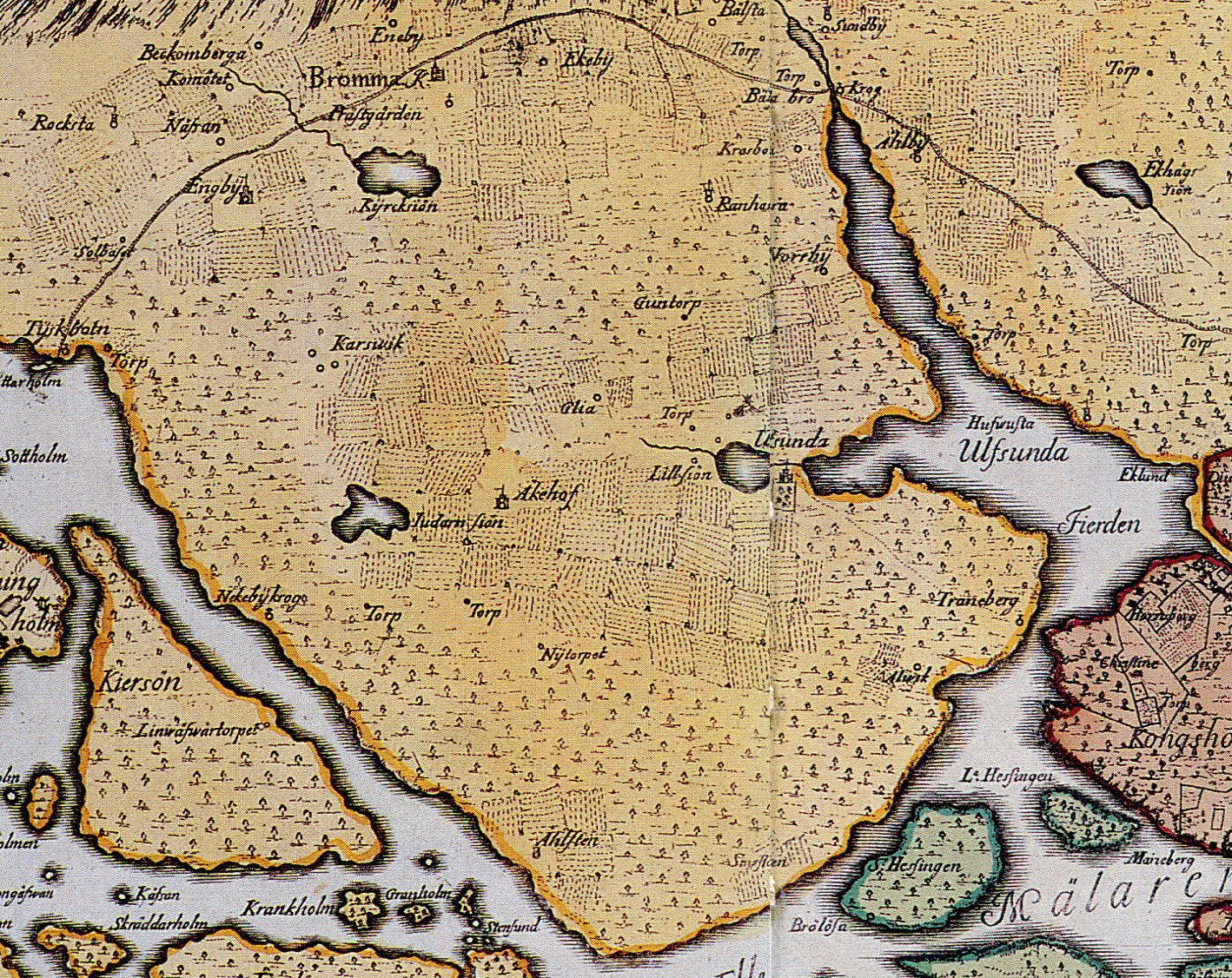
Georg Biurmans Brommakarta från 1759.

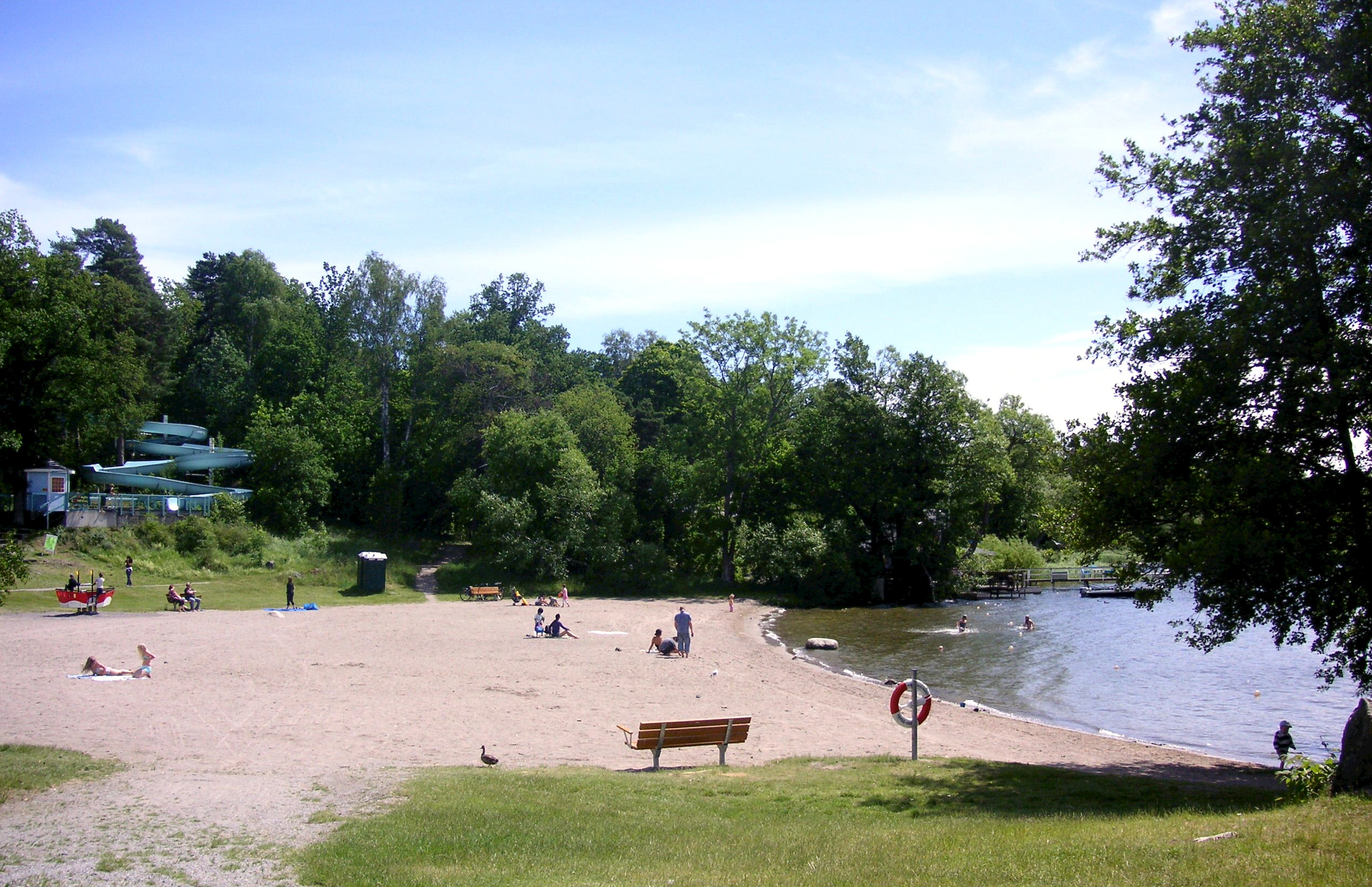
Här vid Ängbybadet låg Färjestadstorpet, ungefär vid kanten där sandstranden till vänster på bilden slutar.

På Georg Biurmans karta från 1759 är den gamla landsvägen från Stockholms slott till Drottningholms slott markerad. Den vägen var lång och besvärlig. Den gick över Bällsta bro och genom nuvarande Bällstavägen–Blackebergsvägen till Tyska botten, där en färja tog resenären över till Lovön. Detta var den gamla landsvägen från Bällsta bro till Tyska botten. Brommas andra kungsväg genom Bromma och som invigdes 1787 var en kortare väg genom Bromma än den gamla landsvägen. Den nya vägen genom Bromma underlättade resan mellan Stockholms slott och Drottningholms slott.

## Färjestadstorpet fanns kvar ända till 1965
Färjestadstorpet låg här från 1650-talet till 1965. Fram till 1689 skedde färjeöverfart till Drottningholm från denna plats. Torpet, som var den sista manbyggnaden på platsen, låg här fram till 1965, då det revs. Platsen utgörs idag av Ängbybadet. Serveringen vid badet är byggd på en stenplatå, som utgör de sista resterna av Färjestadstorpet.
Grunderna till torpet finns fortfarande kvar, här finns en kallmurad husgrundsterrass. På terrassen, som numera delvis är utbyggd, ligger idag strandrestaurangen Dao vid Ängbybadet. Nils Ringstedt skriver i sin bok om Torpen i Bromma att det strax väster om torpet finns en liten höjdrygg, som går fram till vattnet, men som idag är betydligt över nuvarande vattennivå. Han bedömer att, med hänsyn till landhöjningen, denna höjdsträckning en gång har lett fram till angöringsplatsen för färjan. Cirka 1 m ut i vattnet i höjdryggens förlängning skymtar två stolphuvuden. Avståndet mellan stolphuvudena är cirka 3,5 m. Stolparna tycks vara järnskodda och cirka 25 cm i diameter. Det förefaller sitta en bygel i toppen på varje stolpe. Ringstedt ifrågasätter om det möjligen är rester från det färjeläget eller från en modernare anläggning, kanske en brygga från torpets senare tid.

## Historik

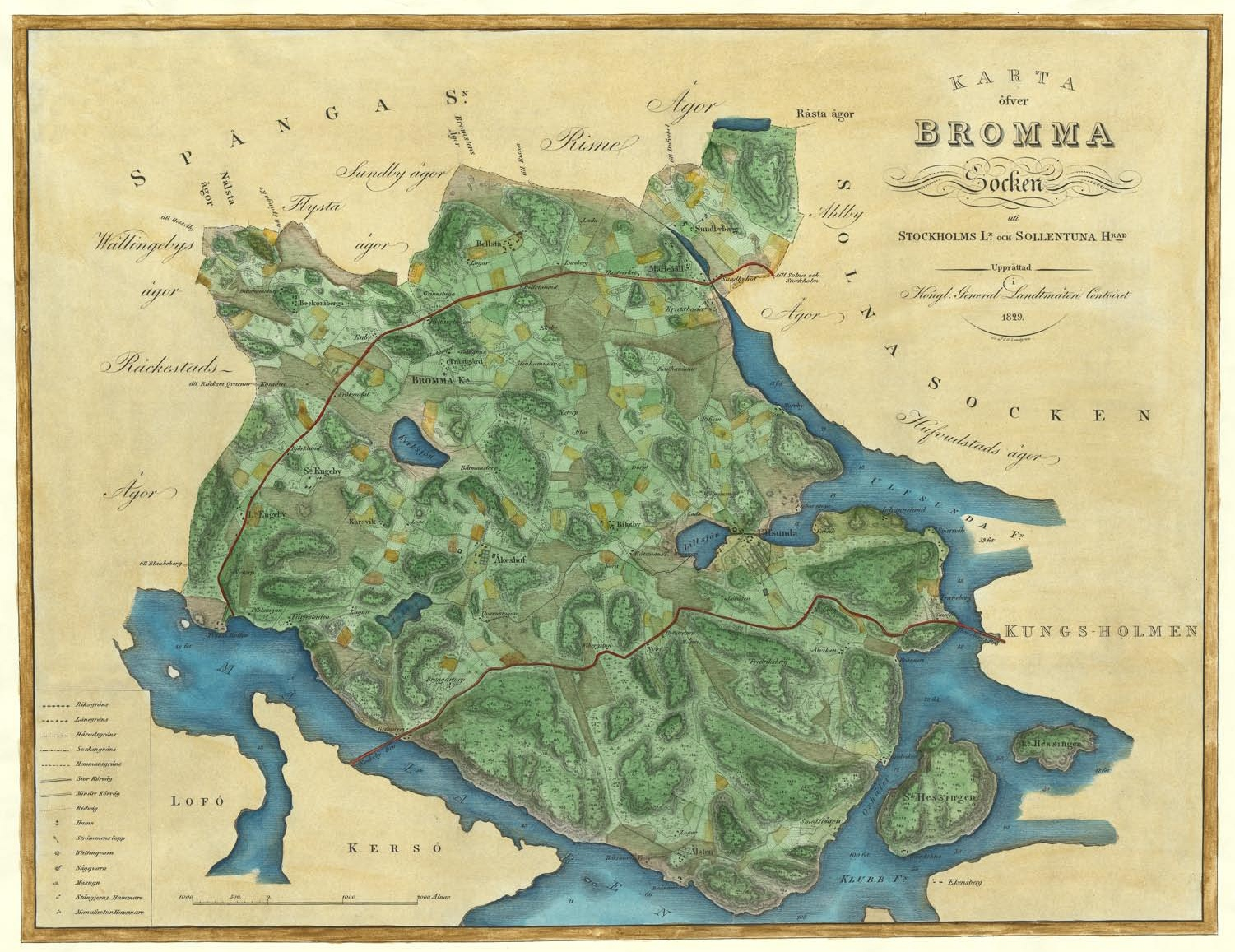
1829 års "Karta övfer Bromma Socken uti Stockholms län och Sollentuna härad". Kongl. General Landtmäteri Contoiret.

Husgrundsterrassen vid Färjestadstorpet har gamla anor. På kartor ända in på 1900-talet finner man namnet Färjestadstorpet. Torpet betecknade färjestället mot Drottningholm och Lovön fram till 1670-talet, då det flyttades några hundra meter västerut till Tyska botten. På 1829 års "Karta öfver Bromma Socken uti Stockholms län och Sollentuna härad" finns i nuvarande Södra Ängby-trakten utsatt, förutom Färjestadstorpet, även torpen Nytorp, en tidigare kvarnstuga eller mjölnarstuga, Pihlstugan nära stranden mellan Färjkarlstorpet och Tyska botten, och Lugnet i nuvarande Judarskogens naturreservat. Öster om Ängbybadet låg Gubbkärrets gård, vid nuvarande Ferievägen 71-73. Gården lydde under Drottningholm, och Åkeshov köpte marken och gården i början av 1800-talet. 1867 byggdes en ny gård vid Gubbkärret. På lantmäterikartan över Åkeshov nämns Gubbkärret. Här bedrevs jordbruk till in på 1920-talet. Ett antal privata sommarstugor, som byggdes utmed Mälaren i början av 1900-talet finns vid stranden på arrenderad mark. Gubbkärrets brygga med trafik av Mälarbåtar låg på en holme, kallad Mustappen. År 1867 arrenderade Nils August Pettersson torpet Färjestaden och Gubbkärrets gård i Nockebyhov samt torpet Lugnet i Judarskogen. 
Färjestadstorpet finns omnämnt i husförhörslängd 1777-1810, samt i husförhörslängd från 1843, 1876–1880. Det finns också utsatt på en karta från 1689 över Ängby säteri på Karsviks ägor. Torpet finns i mantalslängd 1653 och på kartor från 1689, 1818 och 1829. Även på kartor från 1786, 1818, 1829 och 1917–1929 finns torpet utsatt. Färjestadstorpet tillhörde Åkeshov.
Enligt sockenstämmoprotokoll från den 4 september 1785 ställde komministern Erik Månström (1721–1793) i Bromma församling en fråga. Erik Månström blev 1755 lärare och svarade för undervisningen då skola med skolundervisning inrättades vid Gamla Klockargården vid Bromma kyrka i Bromma socken. Frågan gällde om inte de arvemedel som bland annat "Flickan Greta Ersdotter i Färje-staden" blivit bestulen på i kyrkans sakristia, där de förvarades, borde på något sätt återföras till den bestulna. Församlingen beslöt enhälligt att halva summan skulle ersättas ur kyrkans egen kassa att överlämnas till julen. I sockenstämmoprotokollet står texten: "Hwarpå Församlingens närwarande Ledamöter enhälligt stadnade i det beslut, at desse bägge omyndige Barnen skulle af Kyrkans egen Cassa få halfwa Summan, hwilka penningar till Juhl-tiden lämnas dem, såsom et teckn til Församlingens tacksamhet och Fägnad deröfwer at Kyrkans Medel samma gång blefwo bewarade ifrån tiufwars tilgrepp."
I husförhörsprotokoll 1783 nämns till exempel Anders Andersson, Anna Larsdotter och Brita Olsdotter. Husförhörsprotokoll 1810 nämner bland många namn torparen Eric Pehrsson. År 1843 nämns bland annat stattorparen Olof Dahlström. I protokoll 1876–1880 nämns torparen Fredrik Jansson.

## Färjestadsvägen
Färjestadsvägen i stadsdelen Södra Ängby har lokal anknytning och fick sitt namn 1933. Vägen uppkallades efter torpet Färjestaden vid Mälaren. Själva Färjestadsvägen var nyanlagd i samband med villabebyggelsen på 1930-talet. Södra Ängby började bebyggas 1934 och var i stort sett färdigbyggt 1939. Namnberedningens motivering: "Här låg färjeläget mot Lovön fram till 1670-talet, då det flyttades några hundra meter västerut till Tyska Botten."

## Tunnelbanestation
När tunnelbanan från Hötorget till Vällingby öppnade den 26 oktober 1952 fick stationen namnet Färjestadsvägen efter Färjestadstorpet. Stationen ligger på den södra sidan av Bergslagsvägen och öster om Färjestadsvägen. Tunnelbanestationen ändrade 1962 namnet Färjestadsvägen till sitt nuvarande namn Ängbyplans tunnelbanestation.